# Staurastrum brebissonii
Staurastrum brebissonii là một loài Song tinh tảo trong họ Desmidiaceae, thuộc chi Staurastrum.